# Sven Öberg (ämbetsman)
Sven Öberg, född 6 januari 1907 i Västerås, död 20 april 1986 i Stockholm, var en svensk ingenjör och ämbetsman.
Öberg avlade avgångsexamen vid Tekniska högskolan 1929. Han var laboratorie- och besiktningsassistent vid Fälttelegrafkårens tygverkstäder 1929–1936 och lärare i teleteknik vid Tekniska institutet i Stockholm 1933–1938. Öberg blev byråingenjör vid Lotsstyrelsen 1942 (tillförordnad 1936), fyringenjör 1945, förste fyringenjör 1947 och tillförordnad överfyringenjör 1950. Han var sjöfartsråd och chef för Sjöfartsstyrelsens fyr- och elektrobyrå 1958–1967 (tillförordnad 1956). Öberg blev riddare av Vasaorden 1953.